# Embalse Chungará
El embalse Chungará es el nombre dado en algunos documentos estatales a una obra hidráulica de bombeo ubicada en Ajata, en la orilla oeste del lago Chungará, con el fin de trasvasar aguas desde el lago hacia las lagunas de Cotacotani y luego a través del canal Lauca al valle de Azapa para paliar la escasez hídrica en la cuenca del río San José. Las instalaciones fueron terminadas en 1983 y funcionaron hasta marzo de 1985, en total 15 meses cuando fueron cerradas por dictamen judicial en razón de la declaración del lago como parque nacional.
De esta manera, las aguas serían tranportadas a través de 3 cuenca naturales.
Estas instalaciones son a veces conocidas por el nombre Impulsión Ajata: 87, 170 : 32 
La fuerza eléctrica para la estación era traída desde la central hidroeléctrica Chapiquiña, que la genera con la energía hidráulica del canal Lauca.

## Fundamentos hidrológicos del trasvase
Según Julio Sandoval Jeria, en su "Historia del Riego en Chile", se estimó que las extracciones no afectarían en equilibrio de las aguas del lago porque disminuyendo el área del espejo de agua, disminuiría también la evaporación.

## Instalaciones
La infraestructura consistía en la estación de bombeo y un canal que llevaría el agua hasta las lagunas de Cotacotani, el canal Chungará.